# Simon Eremian
Simeon Eremian, in armeno Սիմէոն Երեմեան (Trebisonda, 1871 – Milano, 1938), è stato uno scrittore, storico e monaco cristiano armeno.

## Biografia
Padre Simone Eremian talvolta citato come Simon Yeremian o Yeremyan nacque a Trebisonda nel 1871. Tra il 1916-1918 e 1920-1921 fu direttore del Collegio Mechitarista di Pera e poi di quello di Venezia. Direttore per molti anni della Tipografia di San Lazzaro, fu autore di più di 30 monografie tra cui testi scientifici, opere di critica d'arte, biografie, articoli letterari di critica d'arte, ma si dedicò anche al teatro e alla poesia.
"Il Dizionario Illustrato di Scienze Pratiche" è considerato la sua opera più importante, consta di più di 800 pagine ed è scritto in armeno moderno (Ashkharabar). Nella medesima lingua furono scritti anche la maggior parte dei suoi testi tra cui "Nuova Zoologia e Antropologia" (Venezia, 1896, p. 552)  "Nuova Mineralogia" (Venezia, 1898, p. 175)
Tra il 1899-1905 Simon Eremian fu redattore della rivista di studi armenistici "Bazmavep", nel 1901 direttore di "Geghouni".
Nel 1913-1934 pubblicò un testo dal titolo "Gli individui nazionali, gli armeni intelligenti" - un'enciclopedia letteraria originale (10 volumi), che rappresentano le biografie di oltre 100 armeni importanti, come Mesrop Mashtots, Nahapet Kouchak, Sayat-Nova, Mechitar di Sebaste, Khachatour Abovyan, Mikael Nalbandyan, Raffi, Ghevond Alishan, Bedros Turian, Hrand Nazariantz.
La Monografia di Eremian dal titolo "La Biografia di padre Ghevond Alishan" (Venezia, 1902, p. 208) è la prima opera dedicata ad Alishan. Nel suo immenso patrimonio scientifico un ruolo speciale occupa un'opera di estetica come "La storia letteraria e la bellezza" (Venezia, 1915, p. 304), la sua importanza è capitale perché è la prima monografia dedicata all'estetica in lingua armeno. Di padre Simon Eremian sono noti anche racconti, poesie, romanzi e opere teatrali che ne rappresentano un certo interesse artistico. Molte poesie furono da lui composte in lingua latina o in francese.
Nella sua attività letteraria utilizzò anche lo pseudonimo di Atrushan (Ատրուշան).

## Opere

### Critiche
- Ատրուշան (Atrushan), Հրանտ Նազարեանց: Ուսումնասիրական ակնարկ մը, Ղալաթիա, տպ. Շանթ, 1912. (trad.Hrand Nazariantz: introduzione allo studio, Galata, Shant, 1912.)
- Ազգային դէմքեր: Գրագէտ հայեր, Ս. Ղազար, 1913. (trad.Figure nazionali: Scrittori armeni, Venezia, Tipografia di San Lazzaro, 1913.)
- Ազգային դէմքեր: Գրագէտ հայեր, Ս. Ղազար, 1914. (trad.Figure nazionali: Scrittori armeni, Venezia, Tipografia di San Lazzaro, 1914.)
- Ազգային դէմքեր: Գրագէտ հայեր, Ս. Ղազար, 1920. (trad.Figure nazionali: Scrittori Famosi, Venezia, Tipografia di San Lazzaro, 1920.)

### Poetiche
- Turkin: azgavēp, Venetik, S. Ghazar, 1903
- Satʻenik: oghbergutʻiwn azgayin, Venetik, S. Ghazar, 1904
- Փառանձեմ: Անյուշ բերդին տեսարանը: Պատկերներ եւ յուշեր հայրենի անցեալէն: Պատմական ողբերգութիւն մէկ արարուածով, Venetik: Mxit'arean Hratarakowtʹiwn, 1913
- Կ. Պօլիս: Տպաւորութիւններ *Tableaux, poémes en prose; préf. di R. Minassian, Venise, Impr. St. Lazare, 1914
- Vespres armeniennes, Venise, St. Lazare,
- Goffredo Giarda, Op. 30-32: Notturni armeni: canto e pianoforte; parole del p. Simon Eremian, Padova, Carturan, 1917
- Goffredo Giarda, Canti eroici, per canto e pianoforte: Op. 36, 37, 38; versi di P. S. Eremian, Venezia, E. Sanzin e C., 1917
- Armenia: requiem, Venezia, S. Lazzaro, 1919
- Amori sacrum, Venezia, S. Lazzaro, 1919
- Chant funebre, Padoue, Tipographie du Seminaire, 1921
- Cantica: Carmina, Padova, Tip. Seminario, 1924

### Scientifiche
- Nor kendanabanutʻiwn ew mardakazmutʻiwn, patmakan ew nkaragrakan ashkhatasireatsʻ, Venetik, S. Ghazar, 1896
- Hay mitkʻe. [kazmetsʻ], Venetik, S. Ghazar, 1906.
- Petros Durian, Venetik, S. Ghazar, 1911
- De Sultan Médjid à Sultan Mourad, Paris.Ernest leroux, [1912]
- Patkerner: ardzak kʻnar, 1909-1913, Venetik, S. Ghazar, 1913
- Dardzě: oghbergutʻiwn patmakan mēk araruats, Venetik, S. Ghazar, 1917
- Grakan patmutʻiwn ew geghetsʻikē, 1915
- Azgayin dēmkʻer 1913-33,